# Vescheim
Vescheim là một xã trong vùng Grand Est, thuộc tỉnh Moselle, quận Sarrebourg, tổng Phalsbourg. Tọa độ địa lý của xã là 48° 47' vĩ độ bắc, 07° 13' kinh độ đông. Vescheim nằm trên độ cao trung bình là m mét trên mực nước biển, có điểm thấp nhất là 237 mét và điểm cao nhất là 295 mét. Xã có diện tích 1,81 km², dân số vào thời điểm 2004 là 229 người; mật độ dân số là 127,2 người/km².

## Thông tin nhân khẩu
| 1962 | 1968 | 1975 | 1982 | 1990 | 1999 |
| ---- | ---- | ---- | ---- | ---- | ---- |
| 162  | 186  | 180  | 185  | 197  | 228  |